# Mari (Cipro)
Mari (in greco Μαρί?, in turco Tatlısu o Mari) è una comunità (in greco κοινότητα?, koinótita) del distretto di Larnaca a Cipro. All'ultimo censimento ufficiale del 2011, il villaggio aveva una popolazione di 158 abitanti.

## Geografia

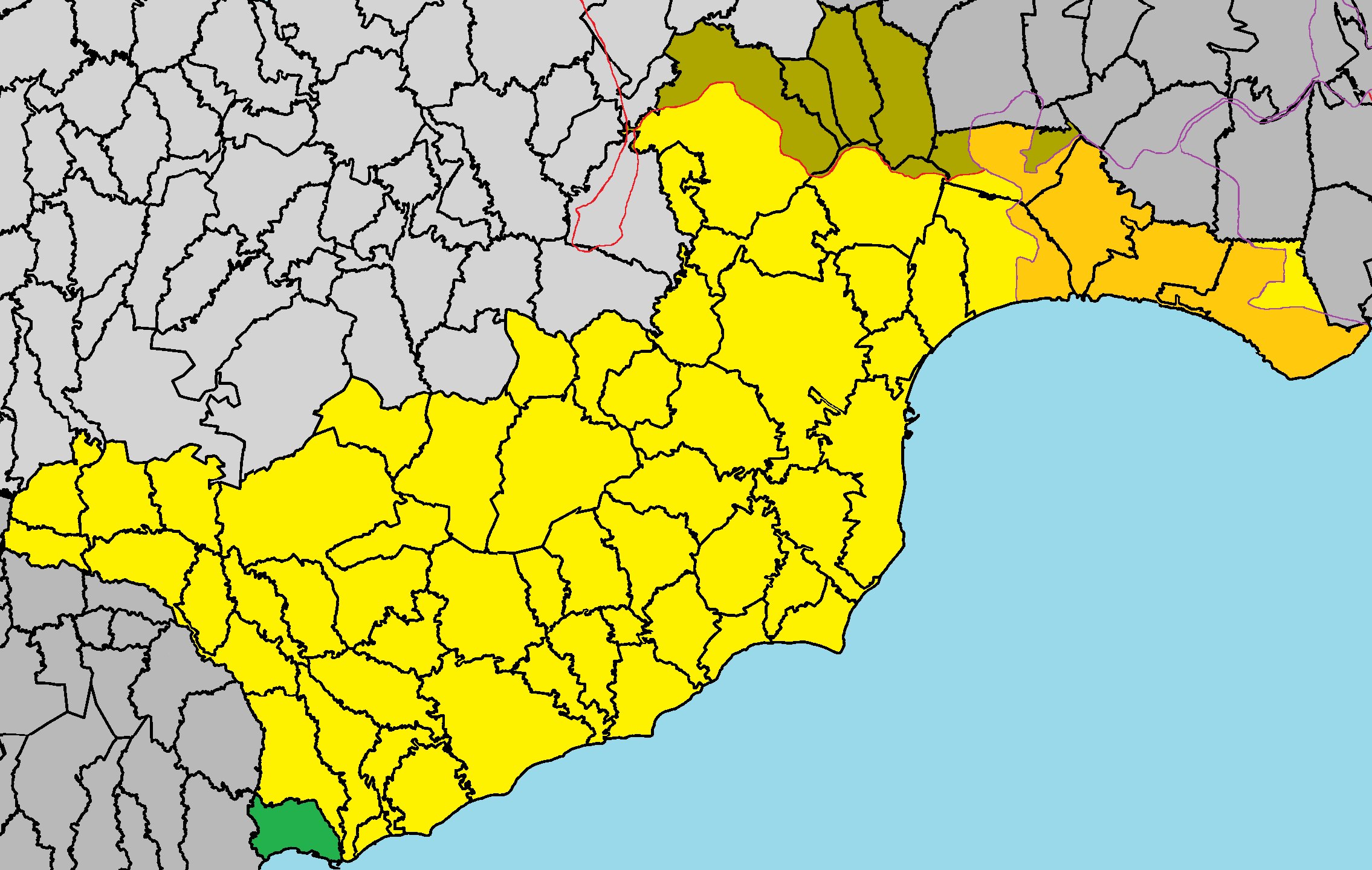
Posizione del comune (in verde) nel distretto di Larnaka

Mari si trova nel sud dell'isola di Cipro ad un'altitudine di 87 metri, circa 46 km a sud della capitale Nicosia, 35 km a sud-ovest di Larnaca e 22 km a nord-est di Limassol.
Il villaggio si trova su una collina a circa 1,5 km dal Mar Mediterraneo. La zona intorno a Mari è industriale, con una cava di calcare a nord, un cementificio e varie miniere, raffinerie di petrolio, la centrale elettrica di Vasilikos e la base navale Evangelos Florakis a sud. Lì l'11 luglio 2011 ha avuto luogo un'esplosione di munizioni. Munizioni iraniane confiscate e conservate in un container sono esplose, causando una vasta distruzione nella zona, uccidendo 15 persone e ferendone oltre 60.
Le località della zona includono Kalavasos a nord, Tochni e Psematismenos a nord-est, Zygi a est, Pentakomo nel distretto di Limassol a ovest e Asgata a nord-ovest.

## Popolazione
Prima del 1974 il villaggio, che in turco si chiama Tatlısu ("Acqua dolce" in Turco), era a larga maggioranza turco-cipriota. In quell'anno i turchi ciprioti abbandonarono il villaggio trasferendosi al nord, nel villaggio di Akanthou, abbandonato dai greci ciprioti, e ribattezzato anch'esso Tatlısu.